# Штиль, София Александровна
София Александровна Штиль (16 июля 2003, Алтайский край) — российская гребчиха на каноэ, чемпионка мира 2024 года. Мастер спорта России (2022).

## Биография
София родилась 16 июля 2003 года. Воспитанница тренера Михаила Волкова в СШОР имени Константина Костенко.
В 2023 году в каноэ-двойках стала чемпионкой России.
В Самарканде, на чемпионате мира 2024 года, который состоялся сразу же после Олимпийских игр, Штиль в составе командной четвёртки, представленной нейтральными спортсменами из России, на дистанции 500 метров завоевала золотую медаль чемпионата мира.